# Tapetes de Corpus Christi

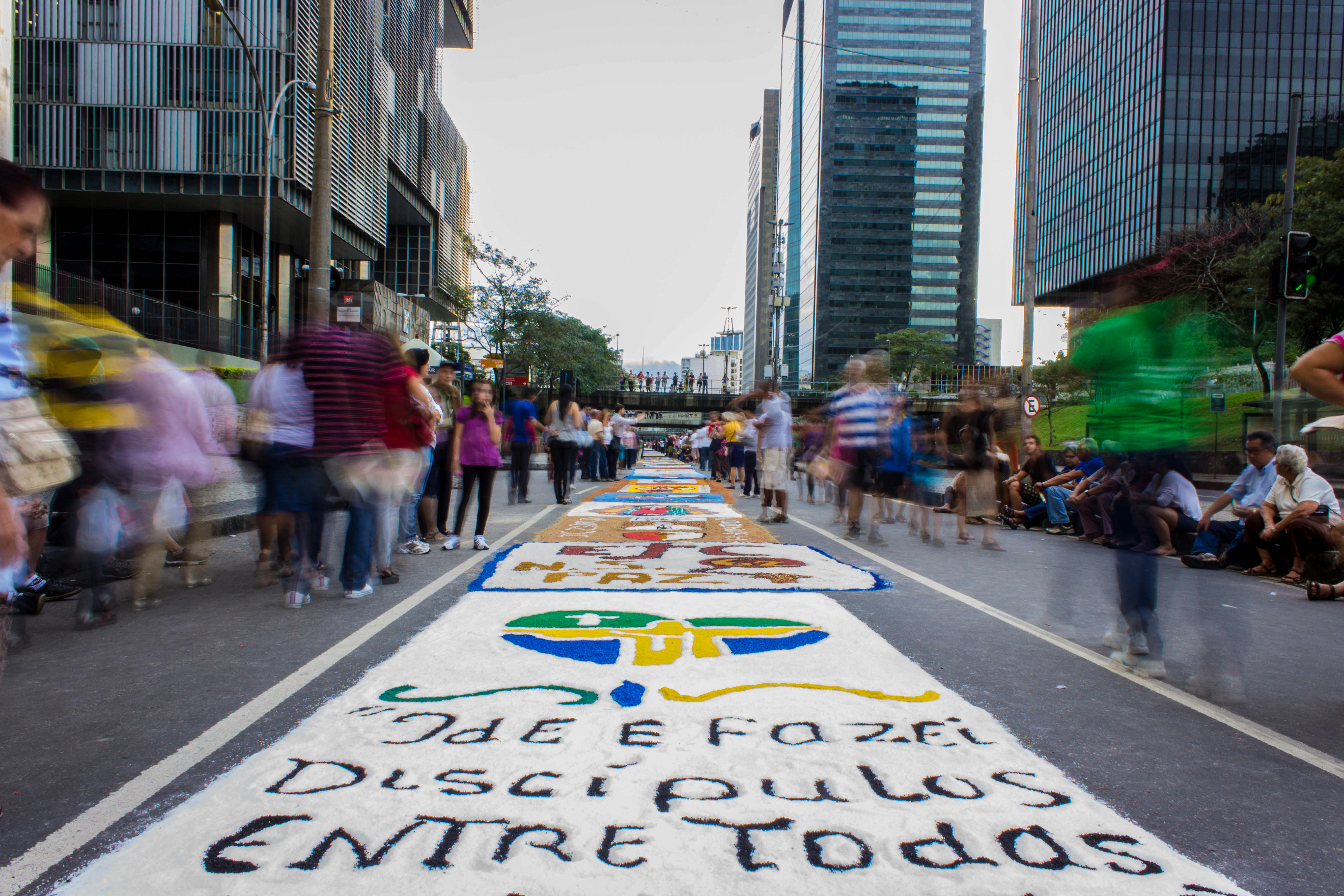
Tapetes confeccionados na cidade do Rio de Janeiro, Brasil, durante a celebração do Corpus Christi de 2013.

Os tapetes de Corpus Christi são uma tradição católica popular, que é comum em várias cidades do Brasil e Portugal, sendo confeccionados durante a celebração do dia de Corpus Christi. A prática, surgida em Portugal e posteriormente difundida no Brasil durante o período colonizatório, consiste na confecção de representações de cenas bíblicas, objetos devocionais ou simples temas ornamentais sobre as ruas em que a procissão da Eucaristia passará, o de mais costume, são desenhos que fazem alusão à figura de Cristo, do pão e do cálice.
Os tapetes, tradicionalmente confeccionados de serragem e sal coloridos, empregam nos dias atuais uma gama de materiais, tais como borra de café, areia, flores, farinhas, dentre outros. Nos últimos anos, algumas paróquias vêm substituindo estes materiais, que seriam descartados, por roupas e alimentos que após a procissão se constituirão em cestas para doação, um ato de fraternidade que, de imediato, gera menos resíduo. Seu comprimento varia de acordo com cada cidade ou paróquia, indo desde poucas centenas de metros até alguns quilômetros. Os tapetes, em geral, ligam duas igrejas, decorando o caminho por onde será transladado o Sacramento. Em algumas localidades, é usual que se exibam panos vermelhos nas janelas das casas por onde o cortejo passará.
No Brasil, a tradição é especialmente prevalente em cidades do Sudeste, sendo um componente importante da cultura de cidades históricas, como Ouro Preto. Para sua confecção, grupos de paroquianos reúnem-se na noite anterior ao dia de Corpus Christi, tornando a prática um espaço de sociabilização entre os fiéis. Em São Gonçalo, no estado do Rio de Janeiro, é confeccionado atualmente o maior conjunto de tapetes de sal da América Latina com 2 km de extensão. 

## Galeria

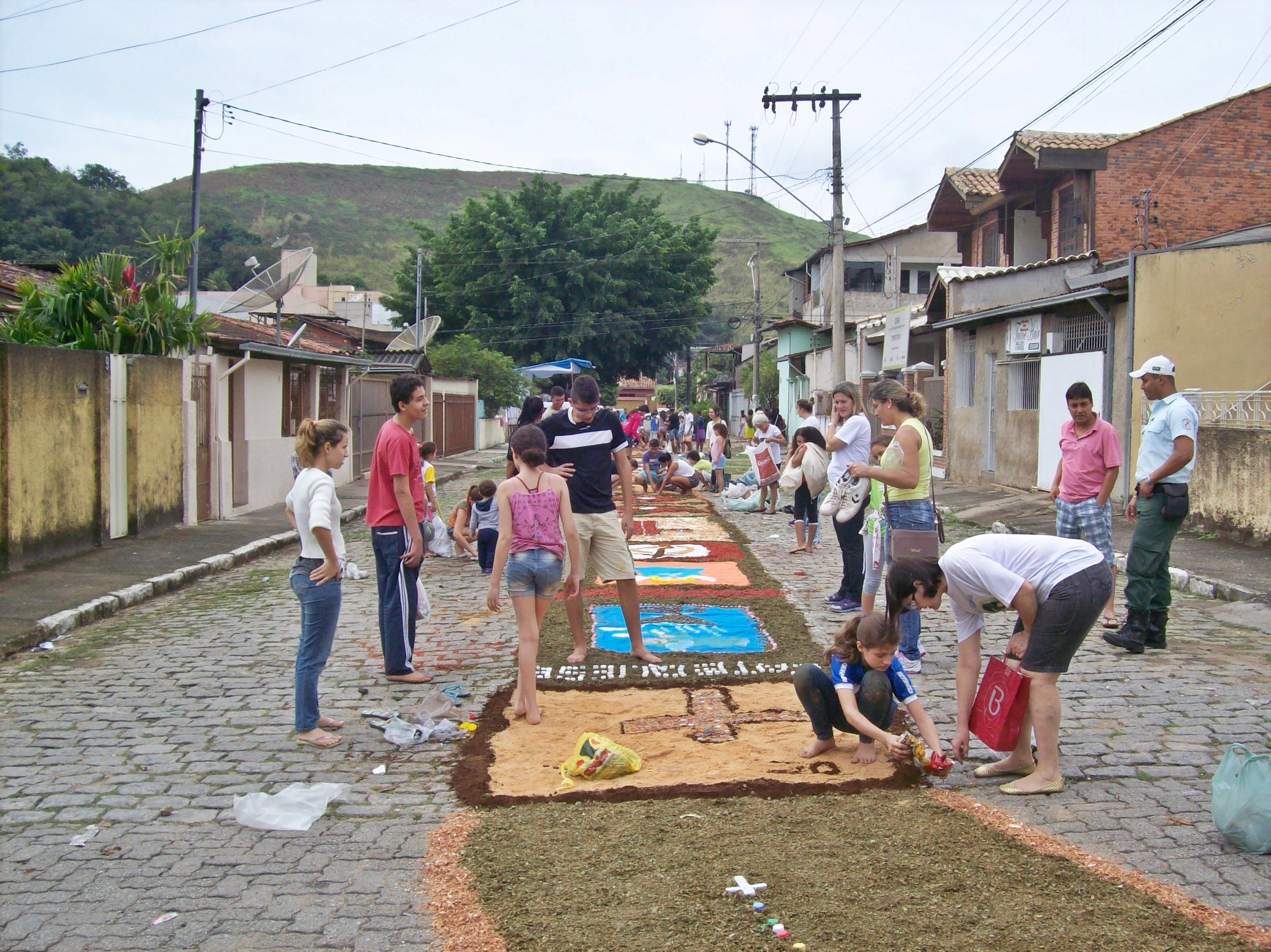
Confecção dos tapetes de Corpus Christi da Paróquia São Sebastião de Coronel Fabriciano, Minas Gerais.
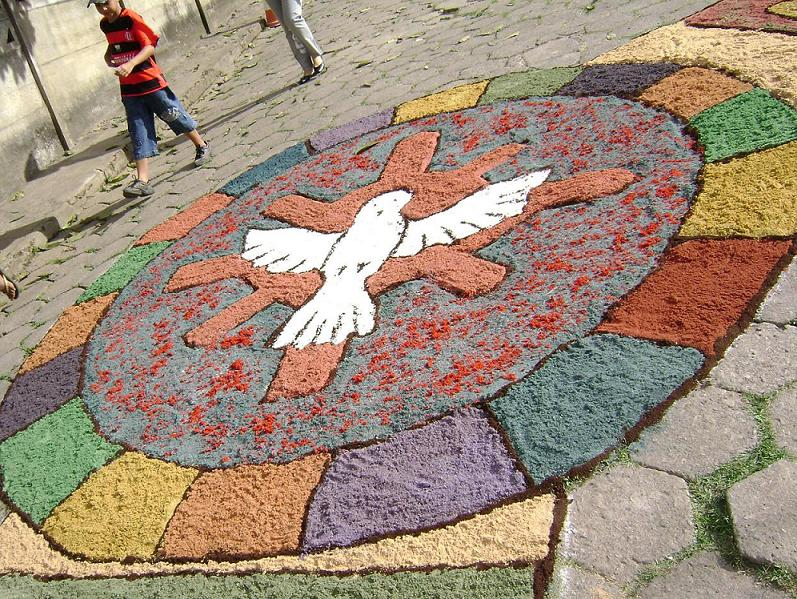
Tapete de Corpus Christi em Santos Dumont, Minas Gerais.
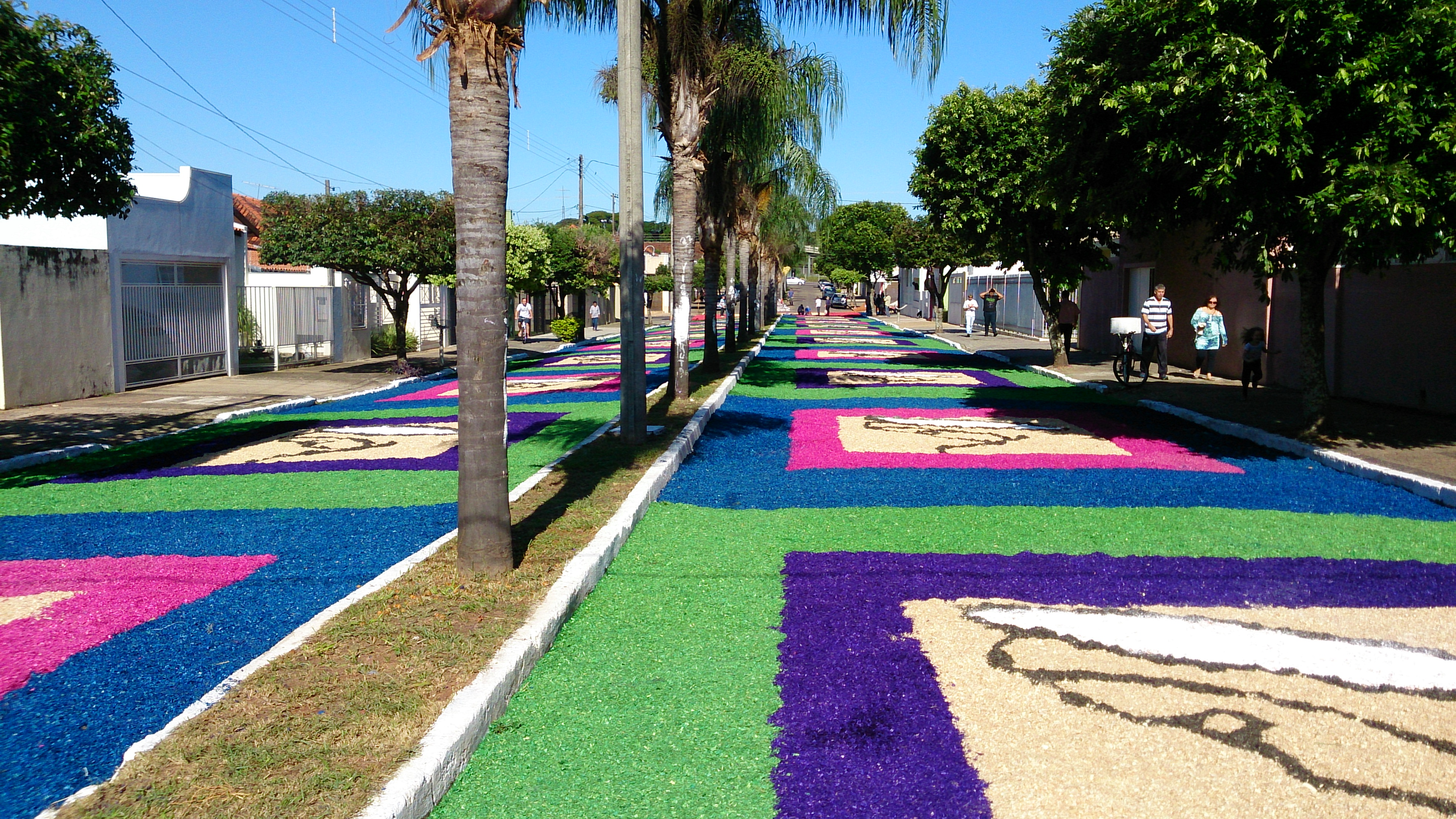
Tapetes no município de Vera Cruz, São Paulo, durante o Corpus Christi de 2015.
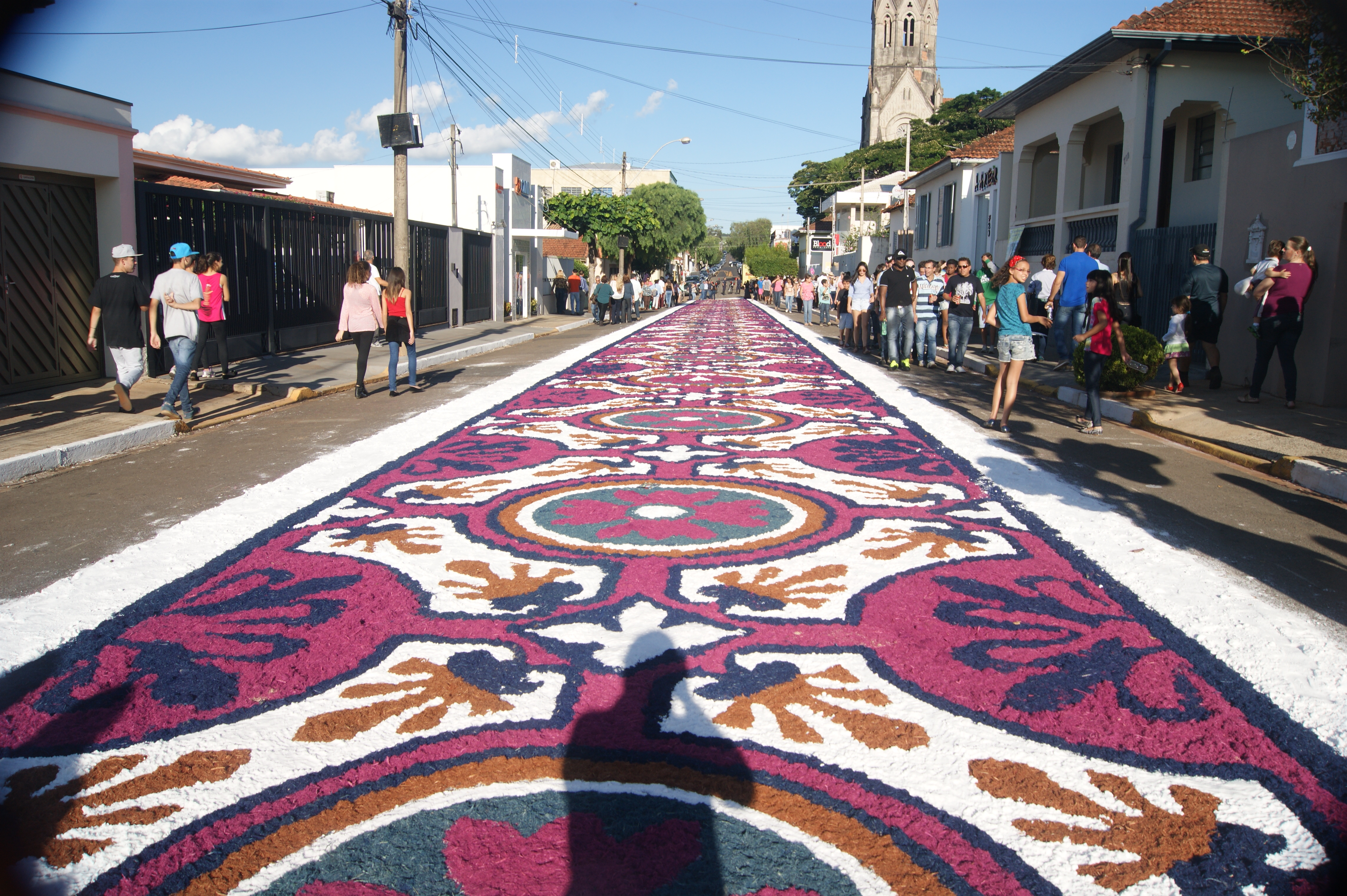
Corpus Christi no município de São Manuel - São Paulo, em junho de 2015.